# Thalassocalycida
Thalassocalycida is een orde van ribkwallen uit de klasse van de Tentaculata.

## Familie
- Thalassocalycidae Madin & Harbison, 1978